# Nikola Trujić
Nikola Trujić (serbisch-kyrillisch Никола Трујић; * 14. April 1992 in Bor) ist ein serbischer Fußballspieler.

## Karriere

### Verein
Er begann mit dem Fußballspielen in der Jugendmannschaft des FK Partizan Belgrad. Im Winter 2010 schloss er sich leihweise dem Farmteam seines Vereins, dem FK Teleoptik, an und kam dort im April 2010 auch zu seinem Profidebüt in der 2. serbischen Liga beim 1:1-Heimunentschieden gegen den FK Radnički Niš. Im Sommer 2011 erfolgte sein leihweiser Wechsel in die 1. serbische Liga zum FK Smederevo. Bereits im Winter 2012 wechselte er wieder und schloss sich abermals auf Leihbasis Hapoel Akko in der Ligat ha’Al in Israel an. Nach seiner Rückkehr wurde er im Sommer 2012 wieder verliehen, diesmal an den FK Napredak Kruševac in die 2. serbische Liga. Nachdem er mit seinem Verein am Ende der Saison 2012/13 in die erste Liga aufgestiegen war, kehrte er nicht zu seinem Stammverein zurück, sondern wurde von seinem neuen Verein fest verpflichtet. Nach zwei Spielzeiten kehrte er ligaintern zu seinem Jugendverein nach Belgrad zurück. Bereits nach neun Ligaeinsätzen wechselte er ligaintern allerdings im Winter 2016 zum FK Vojvodina.
Nach eineinhalb Spielzeiten erfolgte sein Wechsel zum FK Tosno in Premjer-Liga nach Russland. Nach dem Gewinn des russischen Fußballpokals wurde der Verein allerdings im Juni 2018 aufgelöst und er wurde vereinslos.
Im Herbst 2018 schloss er sich daraufhin dem FC Botoșani in der 1. rumänischen Liga an. Bereits im Winter 2019 wechselte er zurück nach Serbien und schloss sich dem FK Voždovac in der ersten Liga an. Dort blieb er nur eine halbe Spielzeit, da er sich im Sommer 2019 dem Debreceni Vasutas SC in der 1. ungarischen Liga anschloss. Auch dort blieb er nur eine Spielzeit und wechselte im Sommer 2020 in die 1. griechische Liga zu AE Larisa. Nach dem Abstieg seines Vereins war er ab Sommer 2021 vereinslos.
Im Herbst 2021 wechselte er nach Deutschland und schloss sich dem FC Erzgebirge Aue in der 2. Bundesliga an, konnte den Abstieg in die 3. Liga aber auch nicht verhindern und wurde mit Auslaufen seines Vertrages wieder vereinslos.
Mitte Januar 2023 wechselte er nach Zypern und er schloss sich dem Erstligisten Doxa Katokopia an.

### Nationalmannschaft
Ab 2008 durchlief Trujić die Junioren-Nationalmannschaften des serbischen Fußballverbandes, angefangen mit der U17 bis zur U21-Auswahl, für die er insgesamt 20 Spiele bestritt, bei denen ihm vier Tore gelangen.

## Erfolge
FK Napredak Kruševac
- 2013: Aufstieg in die SuperLiga
- 2013: Meister der Prva Liga

FK Tosno
- Russischer-Fußballpokal-Sieger: 2017/18